# Echthromorpha walkeri
Echthromorpha walkeri är en stekelart som beskrevs av Cameron 1886. Echthromorpha walkeri ingår i släktet Echthromorpha och familjen brokparasitsteklar. Inga underarter finns listade i Catalogue of Life.